# 恋染紅葉
『恋染紅葉』（こいそめもみじ）は、原作・坂本次郎、漫画・ミウラタダヒロによる日本の漫画作品。

## 概要
『週刊少年ジャンプ』（集英社）2012年9号に読み切りとして掲載された後、内容を再構成した上で同年23号から連載開始し、同年51号まで連載された。ジャンプ・コミックス全4巻。話数カウントは「シーン○」。
『少年ジャンプNEXT!』2012 SUMMERには2ページの番外編も掲載された。読切版は単行本第1巻に収録され、番外編は第4巻に収録されている。第2巻には『少年ジャンプNEXT!』2011 SPRINGに掲載された読切『ふぁみドル!』が収録された。連載は28話で終了したが、最終巻には描き下ろしエピソード3話が収録され、巻末には初期キャラクターデザインのイラストも掲載されている。
神奈川県鎌倉市を舞台とした恋愛劇で、題名の『恋染紅葉』は作中に登場するテレビドラマ（読切版では映画）のタイトルでもある。
坂本がミウラに誘いをかけて製作が始まった。ミウラはそれまでネームを延々と修正してしまい、完成させることができずにいたが、坂本のネームを見ることでどこで切り上げたら良いかかを学んだという。　なお、本作が連載されていた2012年には、『ニセコイ』（2011年48号 - 2016年36・37合併号）・『パジャマな彼女。』（2012年13号 - 40号）など『少年ジャンプ』誌上にライバルとなるラブコメディが複数連載され、「ラブコメ戦国時代」と形容されていた。

## 登場人物

### 主要人物
葛城 翔太（かつらぎ しょうた）
本作品の主人公。神奈川県立恋ヶ浜高等学校2年生の男子生徒。一人称は「オレ」。記念撮影を頼まれた人気女優の紗奈に一目惚れし恋愛感情を抱く。
幼い頃からあがりやすい性格で、緊張するとすぐに顔を紅潮させる、いわゆる赤面症。紗奈に一目惚れする前も2人の同級生に恋したが、ろくに話もできずにその恋は実らなかった（その内の一人が由比で、実は両思いだったが由比が転校し、互いに想いを告げることなく失恋した）。出会って間もない頃に紗奈から恋人の練習相手を頼まれる。最初は戸惑うが、少しでも彼女に近づくために協力する。物語終盤、紗奈と両想いだったことが発覚するが、紗奈が翔太の身を案じ、1度は振られてしまう。しかし2度目の告白に応えてくれて、紅葉の木の下で正式に結ばれる。これ以後、所属事務所が高校卒業まで一切会わないという条件付で翔太と紗奈の交際が認められる。人気女優・紗奈に対し特筆するものが無い自分はせめて勉学だけでもと、大学受験と東京での一人暮らしのための準備に励む毎日を送る。
読切版では姓は相川（あいかわ）。
紫之宮 紗奈（しのみや さな）
本作品のメインヒロイン。山の上にある名門女子校「清廉女学院」高等部2年生の女子生徒。新進気鋭の女優。一人称は「わたし」。
近日開始予定のドラマ『恋染紅葉』撮影のため、清廉女学院に転校してきた。その後、ドラマ撮影現場の恋ヶ浜高校を頻繁に訪れる。ドラマではヒロインの一人である積極的な少女「緋崎かえで」を演じる。女優としての演技力は高く、料理も得意など女の子らしい事は得意。お嬢様育ちで幼い頃から女優を目指し普通の学生生活をしてこなかったため、かなりの世間知らず。
恋愛経験がなく、役作りの相手を探していると、子どもを助けている翔太を見てその優しさに惹かれ、役作りとして翔太に恋人役を依頼する。物語終盤、翔太と両想いであることが発覚する。しかし、18歳まで恋愛禁止という事務所の掟があり、彼との関係がスキャンダルとして報じられ、これ以上自分に関わると翔太が危険な目にあうと1度は彼を振ってしまう。しかし2度目の告白で彼の想いに応え、紅葉の木の下で正式に結ばれる。以後事務所からは高校卒業まで一切会わないとの条件で交際が認められる。
読切版では姓は瑞原（みずはら）。
七里 由比（ななさと ゆい）
本作品の2人目のヒロイン。一人称は「わたし」。巨乳でスタイル抜群なグラビアアイドル。
紗奈とは別の事務所に所属する。「ナナ」という芸名で活動し、紗奈やファンなどからは「ナナちゃん」と呼ばれる。『恋染紅葉』ではもうひとりのヒロインで内気な少女「いろは」を演じる。料理は苦手。
翔太とは小学校時代のクラスメイトで彼の初恋相手だった。そして彼女も翔太が初恋相手で、現在も一途に彼を思っている。小学校時代は大人しく臆病な性格でよく男子に意地悪されていた。小学3年生の頃に転校し、翔太と離れたが、翔太の通う恋ヶ浜高校に転入し、再びクラスメイトになる。物語終盤で翔太に告白するが、彼の紗奈への想いが強く失恋する。紗奈が翔太と正式に結ばれてからはわだかまりが生じるが、小鳥の協力もあって和解し、下の名前で呼び合える仲になる。
グラビアアイドルとなってからは、それまでの内気な性格から人前でポーズを取れる（好んで取る）程に変わった。
春日 小鳥（かすが ことり）
人気アイドルグループ「7ドロップス」のセンターとして活躍する少女。一人称は「アタシ」。『恋染紅葉』には「かえで」と「いろは」のクラスメイト役として出演する。
常にですます調で話す。実家は貧しく借金を抱える。スターへの執着心から紗奈やナナをあの手この手でスターの座から降ろそうとする小悪魔的な性格。一人だけ人気が急上昇し、個人活動が増えた事への嫉妬心から「7ドロップス」の仲間から嫌がらせを受ける。そのため卑屈な性格になったが、自身のファン一人ひとりとの会話や顔を覚えるなど、アイドルとしての意識は高い。体が小さく、中学生ぐらいの年齢に見える（翔太は彼女を妹の莉子と同じぐらいの年齢と誤解する）が、実は18歳の高校3年生で、翔太より年上。つばめという名の妹と2人の幼い弟がいる。紗奈達と和解してからは友好な関係となり、翔太を意識している描写も見られる（莉子からツンデレと評される）。

### 主要人物の関係者
葛城 莉子（かつらぎ りこ）
翔太の妹。ショートヘアの少女。紗奈と同じ清廉女学院中等部2年生の女子生徒。一人称は「私」。
寮に入っているため家には普段帰らない。無邪気で素直で明るい性格。兄が人気女優の紗奈と交際していることを信じず、最初は彼女を疑うが、彼女の翔太に対しての気持ちを知ってからは兄に発破をかける。
春日つばめ（かすがつばめ）
小鳥の妹。一人称は「アタシ」。葛城翔太を姉・小鳥の彼氏だと誤解して二人の弟に彼のことを「将来アタシ等から小鳥姉を奪う人」と吹き込んだ。
春日小鳥の弟
春日小鳥と春日つばめの弟二人。一人称は「僕」。長姉・小鳥の事を慕っている。葛城翔太を長姉の彼氏と誤解して嫉妬して「小鳥姉は僕等のものだ」と彼の両足を折ろうとした。
星 京子（ほし きょうこ）
紗奈のマネージャー。元女優。一人称は「私」。
紗奈の才能に強く期待し、「18歳まで男女交際禁止」といった事務所の規則に厳しい。さらに紗奈に対して恋愛感情にも似た屈折した感情を抱き、彼女に近付く男（翔太）を徹底的に嫌う。由比・小鳥に対しても怪しげな視線を向けるため、彼女達からは警戒されている。

### その他
海音（うみね）
翔太の幼馴染の女子生徒。勝気で面倒見の良い性格で、翔太の恋を応援している。父親は「UMINE」という名の海の家を営む。
義孝（よしたか）
翔太の友人の男子生徒。眼鏡をかけている。小鳥のファン。実は海音に思いを寄せていた。
秋乃（あきの）
翔太の友人の女子生徒。智也といつのまにか付き合っていた。内気でおとなしい性格の歴女。
智也（ともや）
翔太の友人の男子生徒。秋乃といつのまにか付き合っていた。イケメンでファッションに詳しい。
鷹村（たかむら）
ドラマ『恋染紅葉』の監督。
桜ヶ丘 和臣（さくらがおか かずおみ）
ドラマ『恋染紅葉』の主演男優。「かえで」と「いろは」が想いを寄せる青年「花岡」を演じる。ファンからは「ガオカくん」と呼ばれる。
読切版に登場しており、映画撮影を口実に紗奈を虜にしようとしたが、彼女からは全く相手にされていなかった（それどころか女に対し軽い彼を紗奈は若干軽蔑する）。
桐生 亜佐美（きりゅう あさみ）
「7ドロップス」のメンバー。一人称は「私（わたくし）」。かつては7ドロップスのトップだったが、小鳥にその地位を奪われ、小鳥を妬む。

## 用語
恋染紅葉（こいそめもみじ）
鷹村監督により撮影中の朝ドラ。原作は水嶋ヒカリの同名小説。
神奈川県立恋ヶ浜高等学校（かながわけんりつこいがはまこうとうがっこう）
翔太たちが通う高校。ドラマ『恋染紅葉』の撮影現場。制服はブレザー。
清廉女学院（せいれんじょがくいん）
紗奈・莉子が通う山の上の女子校。制服は紺色のセーラー服。
7ドロップス（セブンドロップス）
春日小鳥が所属する、少女7人によるアイドルグループ。略称は「7D」。
かつてはメンバーの仲は良好だったが、最近は小鳥に対しての陰湿な嫌がらせが日常化する。

## 書誌情報
- 坂本次郎（原作）、ミウラタダヒロ（漫画） 『恋染紅葉』 集英社〈ジャンプ・コミックス〉、全4巻

1. 「出会い 夕焼け 海岸線」2012年10月9日第1刷発行（10月4日発売[集 1]）、ISBN 978-4-08-870581-1
2. 「スキャンダル!!」2012年11月7日第1刷発行（11月2日発売[集 2]）、ISBN 978-4-08-870582-8
3. 「スレチガイカンチガイ」2013年1月9日第1刷発行（1月4日発売[集 3]）、ISBN 978-4-08-870603-0
4. 「告白」2013年2月9日第1刷発行（2月4日発売[集 4]）、ISBN 978-4-08-870632-0